# Osamu Ishiwata
Osamu Ishiwata (石渡治, Ishiwata Osamu, que nasceu a 16 de maio de 1959 na prefeitura de Kanagawa, Japão) é um artista japonês de mangá. Venceu o Prémio de Mangá Shogakukan de 1989 na categoria shōnen com B.B. O artista de mangá Yoshitomo Yoshimoto é o seu irmão mais novo.

## Obra
- Osamu Ishiwata Masterpiece Collection (石渡治傑作集)
- Juugatsu no Mangetsu ni Ichiban Chikai Doyoubi (10月の満月に一番近い土曜日)
- Super Rider (スーパーライダー)
- Takeru (タケル)
- Passport Blue (パスポート・ブルー)
- Happy Man
- B.B.
- Hi no Tama Boy (火の玉ボーイ)
- Ragtime Brass (ラグタイムブルース)
- Love
- 2 (ツヴァイ)
- Hakuhei Musha (白兵武者)
- Odds (manga) (オッズ)